# Río Banas
El río Banas (en hindi: बनास नदी, literalmente 'selva’; también es conocido como Van Ki Asha, 'esperanza de la selva') es un río del oeste de India que discurre por el estado de Rayastán. Es un afluente del río Chambal, a su vez afluente del río Yamuna, uno de los principales afluentes del río Ganges. El Banas tiene aproximadamente 512 kilómetros de longitud y drena una cuenca de 45.833 km², mayor que países como Estonia o Dinamarca.
El Banas se origina en las colinas Khamnor, en la cordillera Aravalli, a unos 5 km de Kumbhalgarh, en el distrito de Rajsamand. Fluye en dirección noreste a través de la región Mewar de Rayastán. Se reúne con el Chambal cerca del pueblo de Rameshwar en el distrito de Sawai Madhopur. Las ciudades de Nathdwara (37 007 hab. en 2001), Jahanpur y Tonk (135 663 hab. en 2001) se encuentran en el río.
Los principales afluentes son, por la derecha, los ríos Berach  y Menali; y, por la izquierda, el Kothari, Khari, Dai, Dheel, Sohadara, Morel y Kalisil.
El Banas drena una cuenca de 45.833 km² que se encuentra totalmente dentro de Rayastán. Drena la vertiente oriental de la parte central de la cordillera Aravalli, y la cuenca incluye la totalidad o parte de los distritos de Ajmer, Bhilwara, Bundi, Chittorgarh, Dausa, Jaipur, Pali, Rajsamand, Sawai Madhopur, Tonk y Udaipur